# Sialis californica
Sialis californica is een insect uit de familie Sialidae, die tot de orde grootvleugeligen (Megaloptera) behoort. De soort komt voor in het zuidoosten van Canada en het westen van de Verenigde Staten.